# PSM (arme)
Pour les articles homonymes, voir PSM.

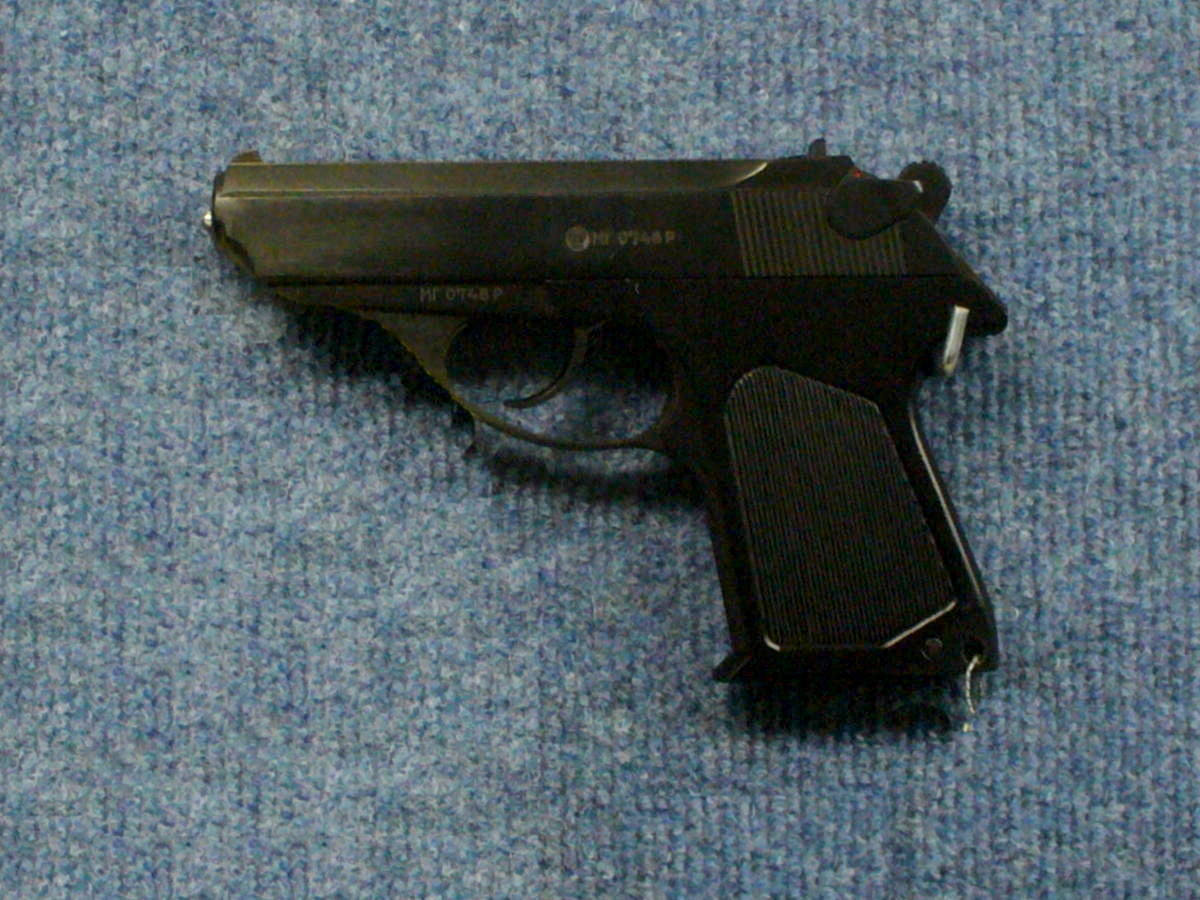
Pistolet PSM

Le PSM est un pistolet semi-automatique double action développé par la l'Union soviétique en 1970. Destiné aux hauts officiers de l'armée, de la police et du KGB, il s'agit d'une arme peu encombrante. Long de 15,5 cm, il est également particulièrement plat (1,7 cm). Il est chambré pour une munition spécifique dont le petit calibre présente de grandes capacités de perforation mais également un pouvoir d'arrêt assez importants pour son calibre, en effet, et au contraire des autres ogives d'armes de poings, l'ogive tournois sur elle-même à l'entrée d'un corps mou élargissant sont diamètre par 2. Le passage de la Russie à l'économie de marché dans les années 1990 entraîna l'apparition d'une version chambrée en 6,35 Browning.

## Spécifications
- Calibre : 5,45 × 18 mm
- Longueur : 15,5 cm
- Poids non chargé : 0,460 kg
- Poids chargé : 0,510 kg
- Longueur du canon : 8,5 cm
- Capacité : 8 coups